# Alessandro Bastrini
Alessandro Bastrini (Domodossola, 3 aprile 1987) è un allenatore di calcio ed ex calciatore italiano, di ruolo difensore, vice allenatore della Sanremese.

## Caratteristiche tecniche
Difensore centrale, bravo nella copertura nella fase di possesso palla dell'avversario.

## Carriera

### Club

#### Gli inizi alla Sampdoria e i vari prestiti
Cresciuto nelle giovanili dell'Inter, nel 2001, all'età di 14 anni, viene dirottato nelle giovanili del Como, dove rimane per quattro anni. Le sue buone prestazioni fruttano un interessamento da parte della Sampdoria, che lo acquista e lo inserisce nella formazione principale delle giovanili blucerchiate, dove viene allenato da Attilio Lombardo. Nel corso della stagione 2005/06, per volere dell'allenatore Walter Novellino, comincia ad allenarsi regolarmente con la prima squadra, fino ad esordire in Serie A il 7 maggio 2006, contro il Livorno.
Nella stagione 2006/07, complici alcune defezioni in difesa, viene schierato dall'allenatore in 6 occasioni, dimostrando di potere giocare ad alti livelli, e durante la stagione successiva esordisce anche nelle coppe europee, giocando la gara casalinga di Coppa UEFA contro l'Aalborg. Nel gennaio del 2008 passa in prestito al Modena, disputando 13 gare nella seconda parte della stagione del campionato cadetto.
Tornato alla Sampdoria per fine prestito al termine della stagione, l'8 luglio viene girato al Sassuolo neopromosso in serie B, con la formula del prestito con diritto di riscatto e controriscatto. Il 4 agosto 2009 viene ufficializzato il suo passaggio in prestito alla Salernitana, con la quale disputa un discreto campionato, terminato tuttavia con la retrocessione in Lega Pro del club campano.

#### Vicenza, Novara e la parentesi al Cagliari
Il 5 agosto 2010 si trasferisce al Vicenza in comproprietà, che viene rinnovata anche per la stagione seguente. Il 22 giugno 2012 viene acquistato l'intero cartellino del giocatore da parte del Vicenza. Ma il 20 agosto seguente viene ceduto al Novara in seguito ad uno scambio con il portiere Achille Coser. Il 31 gennaio 2014 si trasferisce in prestito con diritto di riscatto al Cagliari. Esordisce con la maglia rossoblù nell'ultima partita della stagione, che vede il Cagliari sconfitto per 3-0 dalla Juventus. A fine stagione non viene riscattato e fa quindi ritorno al Novara.

#### Ternana
Per la stagione 2014-2015 passa in prestito con diritto di riscatto alla Ternana, fa il suo esordio nella prima partita di stagione l'incontro di Coppa Italia contro il Catanzaro vinto per 2-1. Terminata la stagione con gli umbri vantando un totale di 23 presenze in campionato non viene esercitato il riscatto facendo così ritorno al Novara.

#### Catania
Il 28 Agosto 2015 viene ceduto in presto con obbligo di riscatto al Catania dove collezionerà 23 presenze in una stagione e mezza.

#### Cremonese e Reggiana
Il 18 Gennaio 2017 approda, a titolo definitivo, alla Cremonese dove, in sei mesi colleziona solamente 4 presenze, in cui ha comunque contribuito alla promozione dei grigiorossi in Serie B.
Nella stagione 2017/2018 milita, in prestito, nella Reggiana.
Nel Settembre 2018 rescinde il contratto che lo legava alla società di Cremona.

#### Monopoli e Lecco
Nel mese di febbraio 2019 firma un contratto semestrale col Monopoli. Il 19 settembre dello stesso anno viene annunciato come un nuovo calciatore del Lecco.

### Allenatore

#### Sanremese
Inizia la carriera da tecnico nell'estate 2025, quando diviene il vice di Davide Moro sulla panchina della Sanremese.

### Nazionale
Il 5 ottobre 2007 è stato convocato per la prima volta dal C.T. Pierluigi Casiraghi per gli impegni della Nazionale Under-21 contro i pari età della Croazia e della Grecia, validi per le qualificazioni al Campionato Europeo di categoria del 2009 in Svezia, ma non viene impiegato.

## Statistiche

### Presenze e reti nei club
| Stagione         | Squadra          | Campionato       | Campionato | Campionato | Coppe nazionali | Coppe nazionali | Coppe nazionali | Coppe continentali | Coppe continentali | Coppe continentali | altre coppe | altre coppe | altre coppe | Totale | Totale |
| Stagione         | Squadra          | Comp             | Pres       | Reti       | Comp            | Pres            | Reti            | Comp               | Pres               | Reti               | Comp        | Pres        | Reti        | Pres   | Reti   |
| ---------------- | ---------------- | ---------------- | ---------- | ---------- | --------------- | --------------- | --------------- | ------------------ | ------------------ | ------------------ | ----------- | ----------- | ----------- | ------ | ------ |
| 2005-2006        | Sampdoria        | A                | 1          | 0          | CI              | 0               | 0               | CU                 | 0                  | 0                  |             | -           | -           | 1      | 0      |
| 2006-2007        | Sampdoria        | A                | 6          | 0          | CI              | 2               | 0               |                    | -                  | -                  |             | -           | -           | 8      | 0      |
| 2007-gen. 2008   | Sampdoria        | A                | 3          | 0          | CI              | 1               | 0               | CU                 | 1                  | 0                  |             | -           | -           | 5      | 0      |
| Totale Sampdoria | Totale Sampdoria | Totale Sampdoria | 10         | 0          |                 | 3               | 0               |                    | 1                  | 0                  |             | -           | -           | 14     | 0      |
| gen.-giu. 2008   | Modena           | B                | 13         | 0          | CI              | -               | -               |                    | -                  | -                  |             | -           | -           | 13     | 0      |
| 2008-2009        | Sassuolo         | B                | 9          | 0          | CI              | 1               | 0               |                    | -                  | -                  |             | -           | -           | 10     | 0      |
| 2009-2010        | Salernitana      | B                | 23         | 0          | CI              | 1               | 0               |                    | -                  | -                  |             | -           | -           | 24     | 0      |
| 2010-2011        | Vicenza          | B                | 24         | 3          | CI              | 0               | 0               |                    | -                  | -                  |             | -           | -           | 24     | 3      |
| 2011-2012        | Vicenza          | B                | 24         | 1          | CI              | 1               | 0               |                    | -                  | -                  |             | -           | -           | 25     | 1      |
| Totale Vicenza   | Totale Vicenza   | Totale Vicenza   | 48         | 4          |                 | 1               | 0               |                    | -                  | -                  |             | -           | -           | 49     | 4      |
| 2012-2013        | Novara           | B                | 18         | 0          | CI              | 0               | 0               |                    | -                  | -                  |             | -           | -           | 18     | 0      |
| 2013-gen. 2014   | Novara           | B                | 12         | 0          | CI              | 2               | 0               |                    | -                  | -                  |             | -           | -           | 14     | 0      |
| Totale Novara    | Totale Novara    | Totale Novara    | 30         | 0          |                 | 2               | 0               |                    | -                  | -                  |             | -           | -           | 32     | 0      |
| gen.-giu. 2014   | Cagliari         | A                | 1          | 0          | CI              | -               | -               |                    | -                  | -                  |             | -           | -           | 1      | 0      |
| 2014-2015        | Ternana          | B                | 23         | 0          | CI              | 2               | 0               |                    | -                  | -                  |             | -           | -           | 25     | 0      |
| 2015-2016        | Catania          | LP               | 10         | 0          | CI+CI-LP        | 0+1             | 0               | -                  | -                  | -                  | -           | -           | -           | 11     | 0      |
| 2016-gen. 2017   | Catania          | LP               | 13         | 0          | CI-LP           | 2               | 0               |                    | -                  | -                  |             | -           | -           | 15     | 0      |
| Totale Catania   | Totale Catania   | Totale Catania   | 23         | 0          |                 | 3               | 0               |                    | -                  | -                  |             | -           | -           | 26     | 0      |
| gen.-giu. 2017   | Cremonese        | LP               | 4          | 0          | CI+CI-LP        | -               | -               | -                  | -                  | -                  | SLP         | 2           | 0           | 6      | 0      |
| 2017-2018        | Reggiana         | C                | 13+5       | 1+1        | CI+CI-C         | 0               | 0               | -                  | -                  | -                  | -           | -           | -           | 18     | 2      |
| gen.-giu. 2019   | Monopoli         | C                | 7          | 0          | CI+CI-C         | 0+1             | 0               | -                  | -                  | -                  | -           | -           | -           | 8      | 0      |
| sett. 2019-2020  | Lecco            | C                | 15         | 0          | CI-C            | -               | -               | -                  | -                  | -                  | -           | -           | -           | 15     | 0      |
| 2020-2021        | Monopoli         | C                | 5          | 0          | CI              | 1               | 0               | -                  | -                  | -                  | -           | -           | -           | 6      | 0      |
| Totale carriera  | Totale carriera  | Totale carriera  | 235+5      | 5+1        |                 | 15              | 0               |                    | 1                  | 0                  |             | 2           | 0           | 247    | 6      |

## Palmarès
- Lega Pro: 1

Cremonese: 2016-2017